# Sasun Ghambarian
Sasun Ghambarian (orm. Սասուն Ղամբարյան, ur. 31 października 1984) – ormiański zapaśnik walczący w stylu klasycznym. Zajął piąte miejsce na mistrzostwach świata w 2009. Dziewiąty na mistrzostwach Europy w 2009. Dziesiąty w Pucharze Świata w 2009 roku.